# Technomage : En quête de l'éternité
Technomage : En quête de l’éternité (Technomage: Return of Eternity) est un jeu vidéo de rôle développé et édité par Sunflowers, sorti en 2001 sur Windows et PlayStation.

## Accueil
- Jeuxvideo.com : 14/20 (PS1)[1] - 13/20 (PC)[2]